# 蕭昕
蕭 昕（しょう きん、702年 - 791年）は、唐代の官僚・軍人。字は中明。本貫は河南府。

## 経歴
南朝梁の鄱陽王蕭恢の七世の孫にあたる。若くして崇文館進士に補任された。開元19年（731年）、博学宏辞科に挙げられ、陽武県主簿に任じられた。天宝初年、再び博学宏辞科に挙げられ、寿安県尉に任じられ、左拾遺に転じた。蕭昕は張鎬と仲が良く、上表して推薦すると、玄宗は張鎬を拾遺に抜擢し、数年経たずして張鎬は将相にまで出世した。
天宝末年、安禄山が乱を起こすと、蕭昕は賛善大夫の来瑱に将帥の任に耐える者として推挙された。安史の乱の鎮圧にあたって、蕭昕は来瑱の功に多く寄与した。官歴を重ねて憲部員外郎に転じ、副元帥哥舒翰の下で掌書記をつとめた。哥舒翰が潼関で敗れると、蕭昕は間道から蜀郡に入り、司門郎中に転じた。ほどなく安陸長史を兼ね、河南等道都統判官となった。軍の補佐役はそのままにして、揚州司馬を兼ねた。入朝して中書舎人に任じられ、官歴を重ねて秘書監に転じた。広徳元年（763年）代宗が陝州に避難すると、蕭昕は武関を出て行在に赴き、国子祭酒に転じた。
大暦初年、節を持って回鶻に弔問した。回鶻は安史の乱の鎮圧にあたって唐に協力したにもかかわらず、交易において信頼を裏切ったことを非難し、蕭昕に詰問した。蕭昕は僕固懐恩の乱において回鶻が反乱側に与したことを非難して、信頼を裏切ったと反論した。回紇は再反論することなく、蕭昕は礼遇を加えられて帰国した。右散騎常侍の位を受けた。大暦12年（777年）、工部尚書となった。
建中4年（783年）、朱泚の乱が起こると、蕭昕は徒歩で城を出た。朱泚がにわかに蕭昕の身柄を探し求めたため、蕭昕は山谷の間に逃げ隠れした。徳宗が奉天に避難すると、蕭昕は奉天に入って太子少傅に転じた。貞元元年（785年）、礼部尚書を兼ねた。ほどなく再び知貢挙をつとめた。貞元5年（789年）、致仕した。貞元7年（791年）4月庚子、家で死去した。享年は90。揚州大都督の位を追贈された。諡は懿といった。

## 伝記資料
- 『旧唐書』巻146 列伝第96
- 『新唐書』巻159 列伝第84